# International Thaing Bando Association
 (octobre 2012).
L'International Thaing Bando Association (ITBA) est l'héritière de l'International Thaing Association créée en 1997 à Rangoon, en Birmanie. L'ITBA a pour but de réunir tous les différents styles d'arts martiaux et sports de combat du Myanmar (ex-Birmanie) sous le même drapeau avec les mêmes valeurs.
C'est en définitif administrer sur le plan international toutes les formes d'enseignements et de promotion du « Thaing », du « Bando » et de l’ensemble des disciplines martiales et de combats de l’actuelle République de l'Union du Myanmar.
Contribuer à l'amélioration de l'enseignement et à la promotion du Thaing et ses composants :
- le Bando, le self défense (codifié sous des formes animales) ;
- le Banshay, le travail des armes traditionnelles (lance, sabre, dague, arc, bâton long et court…) ;
- le Naban, la lutte à mains nues ;
- le Lethwei, la boxe birmane traditionnelle et ses déclinaisons (Bando kick boxing, Lethwei contrôlé…) ;
- les formes internes et énergétiques (Letha yoga, Dandha yoga, longyi yoga ; Min-zin).

Son siège est à Lausanne en Suisse et son président actuel est le grand maître Anglo Birman sayagyi U Hla Win "Richard Morris" depuis septembre 2012 succédant à l'Espagnol Jésus Vazquez Rivera président fondateur de 2009 à 2012.